# La Sisquella
La Sisquella es una entidad de población española del municipio de Ribera del Dondara, perteneciente a la provincia de Lérida, en la comunidad autónoma de Cataluña. En 2022, tenía empadronados seis habitantes.